# Jandrain
Jandrain is een dorp in de Belgische provincie Waals-Brabant. Het ligt samen met Jandrenouille in Jandrain-Jandrenouille, een deelgemeente van Orp-Jauche.

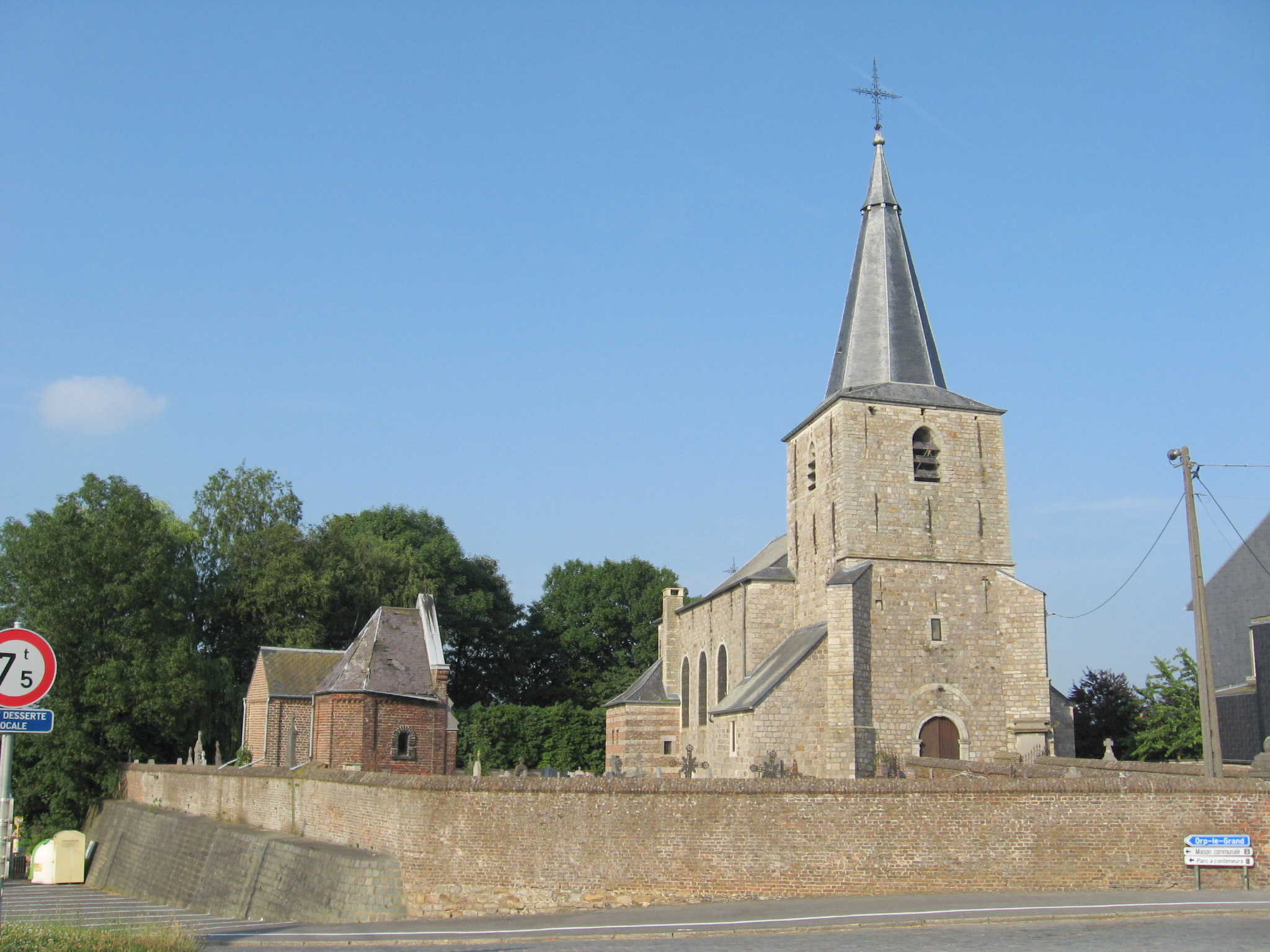
Jandrain met Église Saint-Pierre

## Geschiedenis
Op het eind van het ancien régime werd Jandrain een gemeente. In 1812 werd deze gemeente echter al opgeheven en met de gemeente Jandrenouille verenigd in de nieuwe gemeente Jandrain-Jandrenouille.

## Bezienswaardigheden
- De Sint-Petruskerk (Église Saint-Pierre) heeft een romaanse toren, een classicistisch schip van 1767 en een laatgotisch koor van 1628.
- De Moulin Francis is een bovenslagmolen op de Kleine Gete.
- De Moulin de Hemptinne is een watermolen op de Kleine Gete.

## Natuur en landschap
Jandrain ligt aan de Kleine Gete. De hoogte aan de kerk bedraagt 108 meter.

## Nabijgelegen kernen
Jandrenouille, Jauche, Orp-le-Petit, Wansin
Deelgemeenten: Énines · Folx-les-Caves · Geten · Jandrain-Jandrenouille · Marilles · Noduwez · Orp-le-Grand

Overige plaatsen: Jandrain · Jandrenouille

Belgische gemeenten · Arrondissement Nijvel · Waals-Brabant · Wallonië